# Батулийски манастир
Батулийски манастир „Свети Николай Чудотворец“ е действащ манастир на Българската православна църква, част от Софийската Мала Света гора.

## Местоположение
Намира се в дял Мургаш на Стара планина, на десния бряг на Батулийска река на около 30 km северно от София, на 14 km югоизточно от Своге, на 4 km източно от гара Реброво (откъдето се прави отклонението от основния път София-Своге) и на 1 km североизточно от с. Батулия. До манастира се достига пеша или с автомобил по черен стръмен път вдясно от антифашисткия паметник в центъра на селото.

## История
Църквата е построена през 1911 година а паметна плоча на стената на странноприемницата към манастирската обител съобщава, че сградата е построена през 1913 година по време на управлението на Екзарх Йосиф и софийския митрополит Партений.
От доста години за манастира и се грижи всеотдайно Отец Стефан.

## Архитектура
Манастирският комплекс се състои от църква, електрифицирана и водоснабдена жилищна сграда, каменна чешма и камбанария. Църквата с патрон Свети Николай Чудотворец е еднокорабна и едноапсидна, без купол. Дворът на църквата е доминиран от внушителна отвесна скала, с която завършва старопланинският хълм, на който е построен манастирът. На върха на скалата е побит голям метален кръст.

## Храмов празник
- Храмовият му празник е на 6 декември – Никулден и на 9 май – Летният Св. Никола.

## Галерия
- Снимки от Батулийския манастир
- Отвесната скала с кръста
- Кръстът и църквата, погледнати отгоре
- Камбанарията
- Странноприемницата към манастира
- Църквата – керамичната икона на Свети Никола отвисоко
- Отец Стефан и спомоществователите Майстор Люси и Серги
- Църквата с керамичната икона на Свети Никола отвисоко
- Църквата – стената над входа
- Църквата – керамичната икона на Свети Никола отблизо
- Църквата
- Батулийски манастир – Камбаната в двора date 2011-10-29
- Батулийският манастир с цветовете на есента, снимка от Игор